# Rudy Herz
Rudolf „Rudy“ Herz (geboren am 23. August 1925 in Stommeln, heute zu Pulheim; gestorben am 18. Oktober 2011 in Charleston, South Carolina) war ein aus dem Rheinland stammender US-Amerikaner jüdischer Herkunft. Er überlebte den Holocaust, dem mindestens 19 Angehörige seiner engeren Familie zum Opfer fielen.

## Kindheit und Jugend
Der Vater von Rudy Herz, Ernst Herz, nahm als Soldat am Ersten Weltkrieg teil und kam anschließend in französische Kriegsgefangenschaft, aus der er erst 1921 in seinen Heimatort Butzheim zurückkehrte. 1923 heiratete er Lily Jacobsohn („et Jacobsohns Lily“), eine in der Erinnerung ihrer Söhne lebensfrohe und liebevolle Frau, acht Jahre jünger als er selbst. Beide stammten aus in Stommeln und Umgebung alteingessenen jüdischen Familien. Das Paar bekam sechs Kinder, fünf Jungen und ein Mädchen. Rudy Herz war das zweitälteste Kind nach seinem älteren Bruder Alfred. Das jüngste Kind, ein Junge namens Jona, kam noch 1942 im Israelitischen Krankenhaus in Köln zur Welt. Die Familie praktizierte den jüdischen Glauben.
Nach dem Tod seines Vaters Max Herz betrieb Ernst Herz gemeinsam mit seinem Schwager Ludwig („Louis“) Spier einen Land- und Getreidehandel. Vor 1930 verlegte er sein Geschäft nach Eckum, wo er auch ein neues Haus für die Familie baute. Rudy Herz wurde dort in die katholische Volksschule eingeschult. Doch 1931 musste Ernst Herz seinen Handel wegen der Folgen der Weltwirtschaftskrise wieder einstellen. Die Familie geriet in wirtschaftliche Not, auch weil für das neue Haus Hypotheken aufgenommen worden waren.

## Zeit des Nationalsozialismus

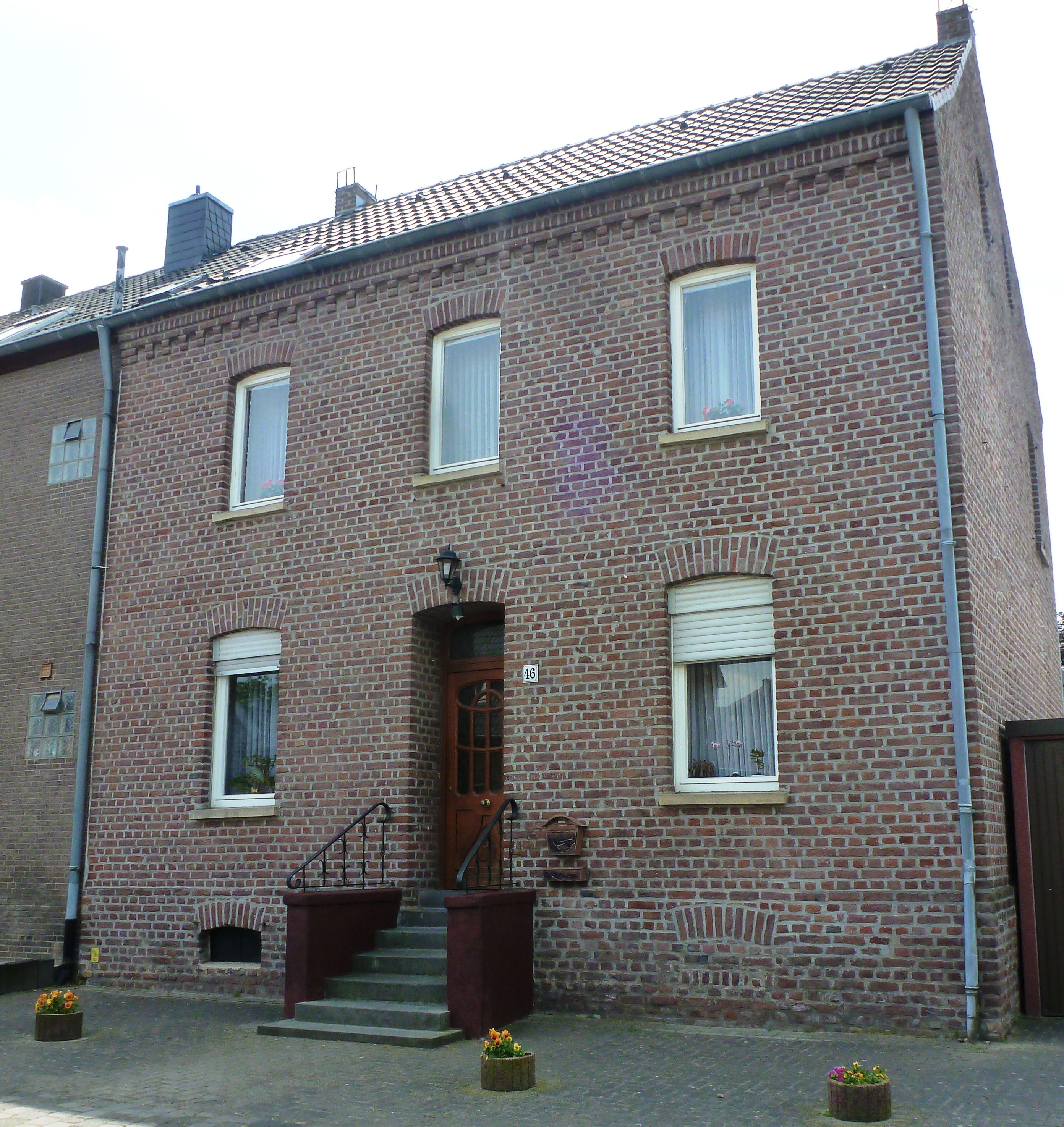
Das Haus Sebastianusstr. 46 in Butzheim, ehemaliger Wohnsitz der jüdischen Familie Herz

Noch 1929 wurde der Geburtstag der 99-jährigen Amalie Kappel, der Großmutter von Lily Herz, groß in Stommeln gefeiert. Ihr Haus wurde von der Nachbarschaft bekränzt, der katholische Pfarrer kam zum Gratulieren, und das Kölner Tageblatt berichtete von „Weisheit und Würde“ der Jubilarin. Doch schon Anfang der 1930er Jahre kam es zu ersten antisemitischen Anfeindungen der Familie Herz bis hin zu verleumderischen Anzeigen im Mai 1933 gegen Ernst Herz wegen angeblich „unlauterer Manipulationen“ in seinem Geschäftsgebaren. Man werde „die Schädlinge am deutschen Volk zu vernichten“ wissen, so wurde gedroht. 1936 beschloss die Familie Herz, nach Köln zu ziehen, da sie hoffte, in der Anonymität einer großen Stadt und in einer größeren jüdischen Gemeinde mehr Schutz zu finden als in der dörflichen Umgebung. Rudy Herz erinnerte sich:

„Mit einem Möbelwagen wurden unsere Möbel nach Köln geschafft, und als ich in den Möbelwagen einstieg, hörte ich als letztes Wort in Eckum: „Tschüss, Jüd! Tschüss, Jüd!““

In Köln bewohnte die Familie gemeinsam mit der Großmutter Henriette Jacobsohn, der Mutter von Lily Herz, eine Wohnung im Haus Neue Maastrichter Straße 3, das in jüdischem Besitz und hauptsächlich von jüdischen Mietern bewohnt war. Rudy Herz wechselte auf die dortige Israelitische Volksschule.
Sein Vater übernahm ein kleines Transportunternehmen, plante aber gleichzeitig die Emigration seiner Familie nach Argentinien und besuchte eine landwirtschaftliche Schulung für auswanderungswillige Juden in der Nähe von Berlin. Die Jewish Colonization Association (JCA) bewilligte die Auswanderungspläne, und alle erforderlichen Papiere lagen vor, jedoch nicht für die 74-jährige Henriette Jacobsohn, da sie an Diabetes litt; auch wollte sie nicht auswandern. Hermann Jacobsohn, ein Bruder von Lily Herz, der mit einer katholischen, „arischen“ Frau verheiratet war, weshalb es zu Familienstreitigkeiten gekommen war, konnte oder wollte die Mutter nicht aufnehmen, da er und seine Familie selbst unter schwierigsten Bedingungen lebten. Ernst und Lily Herz beschlossen deshalb, in Köln zu bleiben. Ein späterer Versuch, in die Vereinigten Staaten auszuwandern, scheiterte am fehlenden, aber notwendigen Affidavit. Rudy Herz: „[...], die Falle klappte zu, wir konnten nicht mehr weg.“
Nach der Reichspogromnacht im November 1938 wollte die Familie mit einem Kleintransporter zu Verwandten nach Belgien flüchten, aber Ernst Herz verließ unterwegs der Mut, und man kehrte nach Köln zurück. Seine Mutter und zwei seiner Schwestern, die weiterhin in Butzheim im Elternhaus lebten, wurden von SA-Leuten drangsaliert, die das Haus verwüsteten und ein Wasserrohr zerschlugen. Das Haus wurde überschwemmt, und die gehbehinderte Helene Herz wäre beinahe im Keller ertrunken, wäre sie nicht von zwei Angehörigen der Freiwilligen Feuerwehr gerettet worden. Weil sie einer Jüdin geholfen hatten, wurden die beiden Helfer angezeigt und aus der Feuerwehr ausgeschlossen. Auch andere Verwandte der Familie in Butzheim und Nettesheim wurden Opfer von Ausschreitungen. Alle verließen bis spätestens 1939 ihre Heimatorte.
1939 beendete Rudy Herz die Volksschule, durfte aber wegen der Einschränkungen für Juden keine Lehre machen. Stattdessen besuchte er eine jüdische Lehrwerkstätte, wo er sich in Bauschreinerei ausbilden ließ. Anschließend erhielt er eine Anstellung in einem Unternehmen, das Baracken und anderes für die Wehrmacht baute. Inhaber und Geschäftsführer waren Mitglieder der NSDAP, die nach Ansicht von Herz ebenso wie die Kollegen wussten, dass Herz Jude war, ihn aber stillschweigend akzeptierten. Man ließ ihm die Lebensmittelkarte für Lang- und Nachtarbeiter zukommen, so dass Lily Herz die ganze Familie, die als Juden nur Anspruch auf eine eingeschränkte Rationen hatten, mit besseren Lebensmitteln versorgen konnte.
1942 musste die Familie Herz in eine jüdische Massenunterkunft an der Synagoge St. Apern-Straße ziehen; dort war sie Wohnnachbar der Familie von Erich Klibansky, dem Leiter und Lehrer der „Jawne“, des ersten jüdischen Gymnasiums des Rheinlandes. Viele Angehörige waren zu diesem Zeitpunkt bereits deportiert und ermordet worden. Die Familie von Ernst Herz genoss mutmaßlich einen gewissen einstweiligen Schutz, weil er im Ersten Weltkrieg als Soldat mit dem „EK II“ ausgezeichnet worden war.

## Deportation und Aufenthalt im Lager
Im Juli 1942 kam schließlich doch der Deportationsbefehl für den 27. desselben Monats; die Familie Klibansky war inzwischen schon deportiert worden. Die Familie Herz ging zu Fuß zur Messehalle, von wo aus sie am Tag darauf vom Bahnhof Köln-Deutz aus in einem Sonderzug nach Theresienstadt transportiert wurde. Bei der Ankunft wurden sie von der Großmutter Henriette Jacobsohn getrennt (sie starb im März 1944 in einer Krankenstation), vor Ort in Theresienstadt auch die Familie, in Männer einerseits sowie Frauen und Kinder andererseits. Im Mai 1944 wurde die Familie ins KZ Auschwitz-Birkenau transportiert. Im Juli 1944 wurden Rudy Herz und sein Bruder Alfred zu Aufräumarbeiten in ein Lager innerhalb des Deutschen Reiches zurückverlegt. Nur wenige Tage später wurde Karl Otto Herz Augenzeuge davon, wie seine Mutter und die drei jüngsten Geschwister in die Gaskammern geschickt wurden.
Der Vater Ernst Herz war kurz zuvor in das KZ Blechhammer verlegt worden. Dort starb er, Umstände und genauer Todestag sind unbekannt.
Anfang Juli 1944 wurden Rudy Herz und sein Bruder Alfred gemeinsam mit 1000 weiteren Häftlingen in das KZ-Außenlager Schwarzheide, ein Außenlager von Sachsenhausen, transportiert, um auf dem Gelände der BRABAG nach Bombardements der Alliierten bis zur Erschöpfung Aufräum- und Wiederaufbauarbeit zu leisten. Als Herz einmal das Pfeifsignal zum Sammeln überhörte, weil er eingedöst war, wurde er von einem SS-Mann fast bis zur Bewusstlosigkeit geprügelt. Er wurde mit inneren Blutungen auf die Krankenstation gebracht, wo er nach eigener Aussage von einem Krankenpfleger sexuell missbraucht wurde. Er war anschließend nur noch zu leichteren Arbeiten fähig. Mitte August gab es weitere Bombardierungen, bei denen viele Häftlinge ums Leben kamen.
Etwa Anfang September wurden einige Häftlinge, darunter Rudy Herz, die nicht mehr arbeitsfähig waren, in das 50 Kilometer entfernte Lager KZ Lieberose gebracht, von wo aus sie eigentlich nach Auschwitz zurückgebracht werden sollten, mutmaßlich, um dort getötet zu werden. Der Rücktransport verzögerte sich, und Herz verbrachte den Winter in diesem Lager und wurde Zeuge von schrecklichen Vorfällen, darunter Exekutionen und Prügelstrafen, so dass er später sagte:

„Ich bin nicht sicher, ob ich Mitleid fühlte. Zu diesem Zeitpunkt war das Mitleid aus unseren Wörterbüchern gestrichen.“

Am 2. Februar 1945 wurden rund 1500 Häftlinge auf den Todesmarsch nach Sachsenhausen geschickt, mehrere Hundert nicht mehr gehfähige Männer erschossen und verscharrt. Von dort aus wurde Herz nach Mauthausen transportiert.
Zuletzt arbeitete er im KZ Gusen II; sein Bruder Karl Otto war in Gusen I, doch konnten die Brüder keinen Kontakt zueinander aufnehmen. Alfred Herz war in Schwarzheide zurückgeblieben und wurde, als sich die Rote Armee näherte, nach Bergen-Belsen transportiert. Dort starb er wenige Wochen vor Kriegsende im Alter von 21 Jahren, mutmaßlich an Fleckfieber.

## In die USA, nach Frankreich und zurück
Am 5. Mai 1945 wurde Gusen II von den Amerikanern befreit. Zu Fuß gelangte Rudy Herz, der nur noch etwa 42 Kilogramm wog, nach Linz, wo sich auch sein Bruder Karl Otto befand, ohne dass die beiden jungen Männer voneinander wussten. Herz, der sich im KZ von anderen Häftlingen die niederländische Sprache angeeignet hatte, gab sich als Niederländer aus, um dorthin mitgenommen zu werden. Auf dem Transport von Linz nach Rotterdam hielt der Zug auch in der Nähe von Köln, und Herz war unschlüssig, ob er bleiben sollte. Er sah in der Ferne die Domtürme, weil er aber von der Zerstörung der Stadt wusste und kaum Hoffnung auf Überlebende aus seiner Familie hatte, stieg er schließlich wieder in den Zug nach Rotterdam. Dort wurde er von Angehörigen der jüdischen Gemeinde betreut.
Mit Hilfe der Jewish Brigade gelangte er nach Frankreich, wo er in Heimen für Überlebende des Holocaust untergebracht wurde, die auf die Auswanderung nach Palästina vorbereitet wurden. Als er 1946 durch den Brief eines in Köln lebenden Onkels erfuhr, dass sein Bruder Karl Otto inzwischen in die USA ausgewandert war, beschloss er jedoch, diesem zu folgen. Karl Otto lebte in New York, wo sich Rudy Herz aber nicht wohl fühlte. Nach mehreren Stationen landete er in Chicago, wo er eine Uhrmacherlehre machte und ein eigenes Geschäft eröffnete. Ab 1950 diente er im Koreakrieg als Soldat; zu diesem Dienst war er als Holocaustüberlebender nicht verpflichtet, aber Herz wollte von dieser Sonderregelung keinen Gebrauch machen. Anschließend kehrte er nach Chicago zurück und eröffnete sein Geschäft wieder, das er aber 1963 aus wirtschaftlichen Gründen aufgeben musste.
Rudy Herz besaß noch Ersparnisse und ging zurück nach Europa. Zunächst besuchte er die alte Heimat, doch in Stommeln und Eckum fühlte er sich unwohl, und zwischen ihm und der Familie seines Onkels gab es Differenzen, auch wegen deren Verhalten während der NS-Zeit. Schließlich reiste er nach Südfrankreich, wo er kurz nach dem Krieg gewesen war, und lernte dort seine künftige Frau Ursula Syré kennen. Sie war gelernte Gärtnerin und hatte bei dem Kölner Landschaftsgärtner Gottfried Kühn gearbeitet, und gemeinsam eröffnete das Ehepaar eine Gärtnerei in Menton. Sie exportierten vor allem Mimosen nach Großbritannien, doch schließlich waren die Zölle zu hoch, da Großbritannien noch nicht zur Europäischen Wirtschaftsgemeinschaft gehörte, und das Geschäft brach ein. Die Eheleute gingen zurück in die USA und ließen sich mit schließlich drei Kindern in Myrtle Beach, South Carolina, nieder, wo sie erneut eine Gärtnerei eröffneten, in der Rudy Herz bis zu seinem Tod arbeitete. Dort starb er 2011 im Alter von 86 Jahren. Sein Bruder Karl Otto, der als anerkannter Lebensmittelchemiker auch für die Ernährungs- und Landwirtschaftsorganisation der Vereinten Nationen gearbeitet hatte, starb 2013 in Las Vegas.

## Erinnerungen und Gedenken
1982 erreichte Rudy Herz ein Schreiben des Vereins für Geschichte und Heimatkunde Pulheim, der ein Buch mit dem Titel Juden in Stommeln plante. Daraufhin begann er, seine Erinnerungen niederzuschreiben und auf Tonband zu sprechen und stellte diese dem Verein zur Verfügung; 1987 kam er zur Vorstellung des Buches nach Stommeln. Er wurde für die Sendung Hier und Heute interviewt und verlor dabei für einige Augenblicke die Fassung, als er sich an den Moment erinnerte, wie er sich in Auschwitz von seiner Mutter verabschiedet hatte. 1999 besuchte er Köln gemeinsam mit einer Gruppe ehemaliger Kölner Juden.
1991 beteiligte sich Rudy Herz an dem Projekt South Carolina Voices: Lessons from the Holocaust, für das ein mehrstündiges Video von ihm produziert wurde. Jahrelang war er Gastdozent am College of Charleston, Jewish Studies.
2010 bekam Herz Post von einer Gruppe von Schülern der Papst-Johannes-XXIII.-Schule aus Stommeln, die ihm die Abbildung eines Plakates in Form einer nachgeholten Todesanzeige schickten, auf dem sich auch die Namen seiner jüngeren Geschwister befanden. Im Jahr darauf kam er nach Stommeln und sprach bei mehreren öffentlichen Veranstaltungen. Bei einer Veranstaltung mit den Schülern war Rudy Herz so berührt von deren Anteilnahme, dass er seinen Arm entblößte, um ihnen seine Häftlingsnummer A653 aus Auschwitz zu zeigen. Über 70 Jahre lang hatte er langärmelige Hemden getragen, um diese zu verbergen. Auch wurde Herz gebeten, sich in das Goldene Buch der Stadt einzutragen, und die Karnevalsgesellschaft Fidele Zunftbrüder ehrte ihn mit einem Karnevalsorden.
Gemeinsam mit Herz erstellte der Stommelner Lokalhistoriker Josef Wißkirchen das Buch Rudy Herz. Ein jüdischer Rheinländer über dessen Leben, das nach dem Tod von Herz 2012 publiziert wurde. Zu seinen Ehren wurde neben dem Ehrenmal für die Stommelner Juden eine Trauerzeder gepflanzt.
Vor dem Haus Neue Maastrichter Straße 3 in der Kölner Neustadt-Nord sind Stolpersteine für Mitglieder der Familie Herz verlegt. Am „Löwenbrunnen“ auf dem Erich-Klibansky-Platz in Köln ist zur Erinnerung an die rund 1100 aus Köln deportierten jüdischen Kinder eine Tafel mit Namen angebracht. Darauf befinden sich auch die Namen der drei jüngsten Geschwister von Rudy Herz, irrtümlicherweise auch der seiner Großmutter Henriette Jacobsohn.

## Opfer des Holocaust aus dem Kreis der Familie
- Ernst Herz (20. Oktober 1882–1944/1945), gestorben im KZ Blechhammer
- Lily Herz, geb. Jacobsohn, (5. März 1901–11. Juli 1944), gestorben in einer Gaskammer des KZ Auschwitz, gemeinsam mit ihren drei jüngsten Kindern

Ihre Kinder:
- Alfred Herz (29. April 1924–28. März 1945), gestorben im KZ Bergen-Belsen
- Walter Herz (9. April 1930–11. Juli 1944), gestorben im KZ Auschwitz
- Johanna Herz (25. April 1938–11. Juli 1944), gestorben im KZ Auschwitz
- Jona Herz (2. Januar 1942–11. Juli 1944), gestorben im KZ Auschwitz

Mutter von Lilly Herz:
- Henriette Jacobsohn, geb. Kappel, (23. Juli 1864–17. März 1944), gestorben im Ghetto Theresienstadt

Geschwister von Ernst Herz:
- Paula Spier, geb. Herz, (23. August 1884)

Ihr Mann:
- Ludwig Spier (3. Januar 1888)

Ihre Kinder:
- Edith Spier (24. März 1923)
- Alfred Spier (18. September 1924), wurde im Lager wegen eines Vergehens erhängt
- Max Spier (28. September 1927)

Die gesamte Familie Spier wurde am 7. Dezember 1941 nach Riga deportiert und kam dort ums Leben.
- Meta Herz (27. Juni 1888), am 30. Oktober 1941 in das Ghetto Litzmannstadt deportiert und mutmaßlich im Vernichtungslager Kulmhof vergast
- Selma Herz (29. Dezember 1890), am 30. Oktober 1941 in das Ghetto Litzmannstadt deportiert und mutmaßlich im Vernichtungslager Kulmhof vergast

- Henriette Kaufmann, geb. Herz, (21. November 1895)

Ihr Mann:
- Moritz Kaufmann (8. Dezember 1892)

Ihre Kinder:
- Ilse Kaufmann (7. August 1924)
- Klara Kaufmann (5. Juli 1926)
- Günther Kaufmann (20. Dezember 1928)
- Manfred Kaufmann (10. September 1932)
- Hilde Kaufmann (4. August 1933)

Die Familie Kaufmann wurde am 20. Juli 1942 zunächst nach Minsk deportiert und von dort aus unmittelbar in das Vernichtungslager Maly Trostinez, wo sie vor schon ausgehobenen Gruben erschossen wurde.
- Siegfried Herz (23. Januar 1901–30. September 1942), gestorben im KZ Auschwitz[46]

Insgesamt wurden nach der Zählung von Rudy Herz 64 Mitglieder seiner weiteren Familie umgebracht.